# Oneirodes alius
Oneirodes alius är en fiskart som beskrevs av Seigel och Pietsch, 1978. Oneirodes alius ingår i släktet Oneirodes och familjen Oneirodidae. Inga underarter finns listade i Catalogue of Life.